# Sehol
Sehol (кит. трад. 思皓, пиньинь Sī hào) или, ранее, Sol — китайский автомобильный бренд, запущенный 24 апреля 2018 года компаниями SEAT и JAC Volkswagen Automotive Co., Ltd. Является совместным предприятием.

## История
Оригинальное название Sol происходит от слова sol, которое по-испански означает «солнце» и отдает дань, с одной стороны, испанским корням бренда, а с другой — автомобилям, работающим на возобновляемых источниках энергии, которые составляют  ассортимент бренда. Бренд представляет собой компромисс между всеми частями, поскольку первоначальный план включал прямое использование торговой марки SEAT, а местные власти Китая отвергли это изменение и призвали к запуску совершенно нового местного бренда.
Недавнее[когда?] снятие ограничений с иностранных автопроизводителей, контролирующих их совместные предприятия по производству электромобилей в Китае, однако автомобильная компания подтолкнула Volkswagen Group к рассмотрению возможности выкупа своего китайского партнера JAC Motors и последующего создания ими совместного предприятия.
В 2020 году Volkswagen Group увеличила свою долю в совместном предприятии JAC Volkswagen до 75 % и официально переименовала его в Volkswagen Anhui. Компания JAC получила лицензию на использование бренда Sehol, что, по сути, делает его больше не брендом совместного предприятия. С 2020 года JAC начала переименовывать продукты JAC серии Jiayue в автомобили Sol. В результате появились Sol A5, Sol X4, Sol X7 и Sol X8. Ребейдж на самом деле является шагом к переводу всех седанов и кроссоверов под бренд Sol и отказу от бренда Refine для минивэнов. С 2021 года это название было повторно транслитерировано как бренд «Sehol» В 2023 году несколько моделей Sehol, таких как QX, A5 и X8, были снова переименованы в бренд JAC. JAC сообщил, что они решили в будущем отказаться от бренда Sehol.